# Woloka (Tscherniwzi)
Woloka (ukrainisch Волока; russisch Волока, rumänisch Voloca pe Derelui; deutsch (bis 1918) Woloka) ist ein Dorf in der ukrainischen Oblast Tscherniwzi mit etwa 3200 Einwohnern (2015).

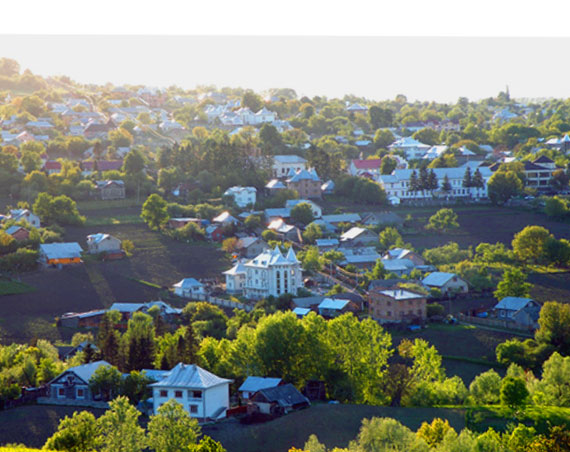
Blick auf das Dorf Im Jahr 2014

Das im 18. Jahrhundert erstmals schriftlich erwähnte Dorf in der historischen Region der nördlichen Bukowina liegt am Ufer des Derehluj (Дереглуй), einem 34 km langen Nebenfluss des Pruth, gegenüber von Welykyj Kutschuriw und 21 km nordwestlich vom ehemaligen Rajonzentrum Hlyboka sowie 16 km südlich der Oblasthauptstadt Czernowitz.
Am 11. August 2015 wurde das Dorf zum Zentrum der neu gegründeten Landgemeinde Woloka (Волоківська сільська громада/Wolokiwska silska hromada). Zu dieser zählten auch die 2 in der untenstehenden Tabelle aufgelistetenen Dörfer; bis dahin bildete es zusammen mit den Dörfern Hruschiwka (Грушівка) und Walja Kusmyna (Валя Кузьмина) die Landratsgemeinde Woloka (Волоківська сільська рада/Wolokiwska silska rada) im Norden des Rajons Hlyboka.
Am 12. Juni 2020 kam noch das Dorf Krupjanske aus dem Rajon Herza zur Landgemeinde hinzu.
Seit dem 17. Juli 2020 ist der Ort ein Teil des Rajons Tscherniwzi.
Folgende Orte sind neben dem Hauptort Woloka Teil der Gemeinde:
| Name                     | Name          | Name                          | Name             | Name       |
| ukrainisch transkribiert | ukrainisch    | russisch                      | rumänisch        | deutsch    |
| ------------------------ | ------------- | ----------------------------- | ---------------- | ---------- |
| Hruschiwka               | Грушівка      | Грушовка (Gruschowka)         | Gruşăuţi         | Hraszowiec |
| Krupjanske               | Круп'янське   | Крупянское (Krupjanskoje)     | Pasat            | –          |
| Walja Kusmyna            | Валя Кузьмина | Валя Кузьмина (Walja Kusmina) | Valea Cosminului | Franzthal  |

## Persönlichkeiten
- Manfred Stern (1896–1954), Kommunist, Kominternmitarbeiter und Agent des sowjetischen Militärnachrichtendienstes GRU
- Wolf Stern (1897–1961), Kommunist, Offizier der Roten Armee und Leiter des Instituts für Deutsche Militärgeschichte in Potsdam (DDR)
- Leo Stern (1901–1982), Kommunist und einer der bekanntesten Historiker der DDR